# Liste des gares du Cameroun

Carte du réseau ferroviaire du Cameroun.

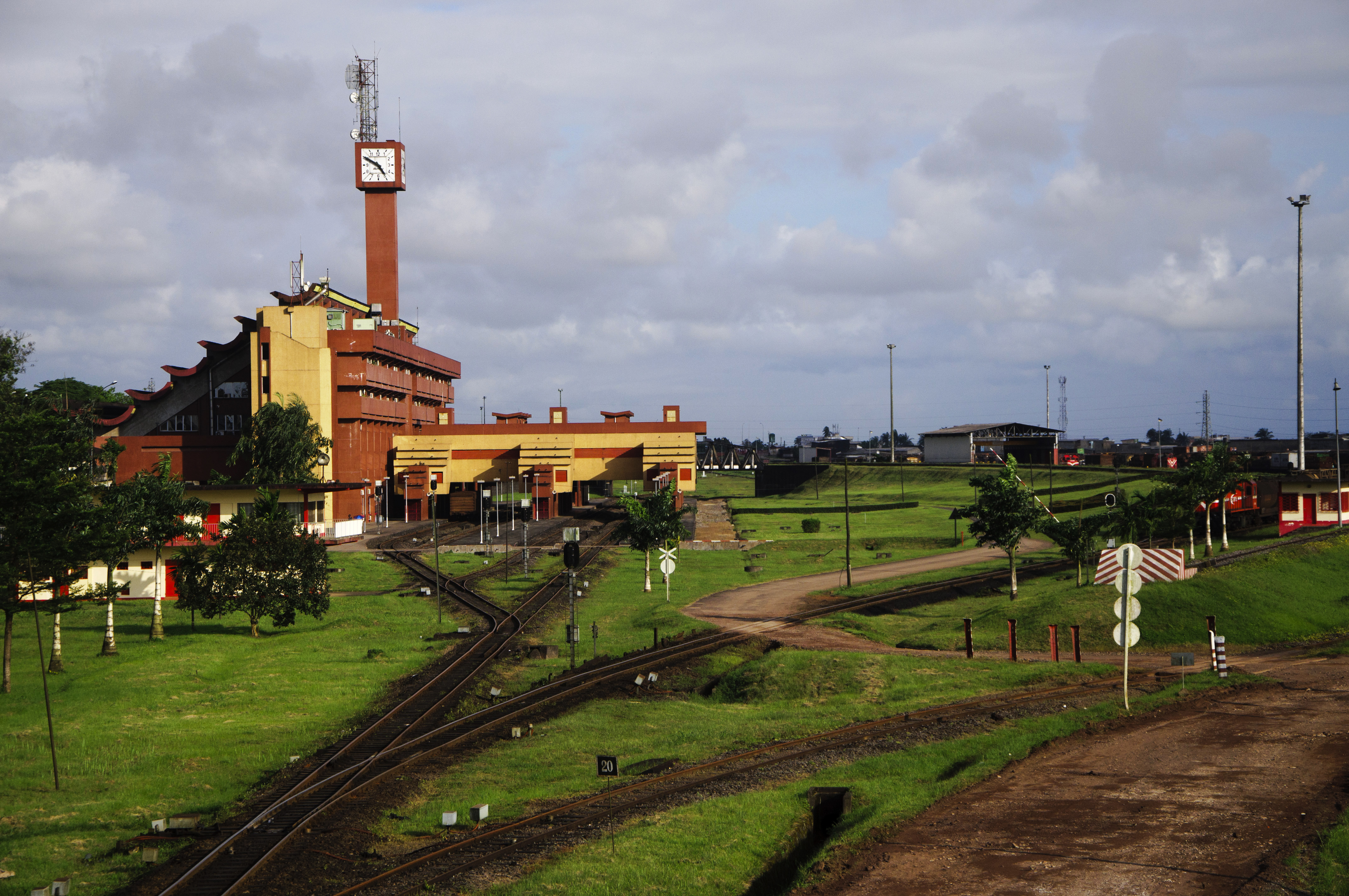
Gare de Bessengué.

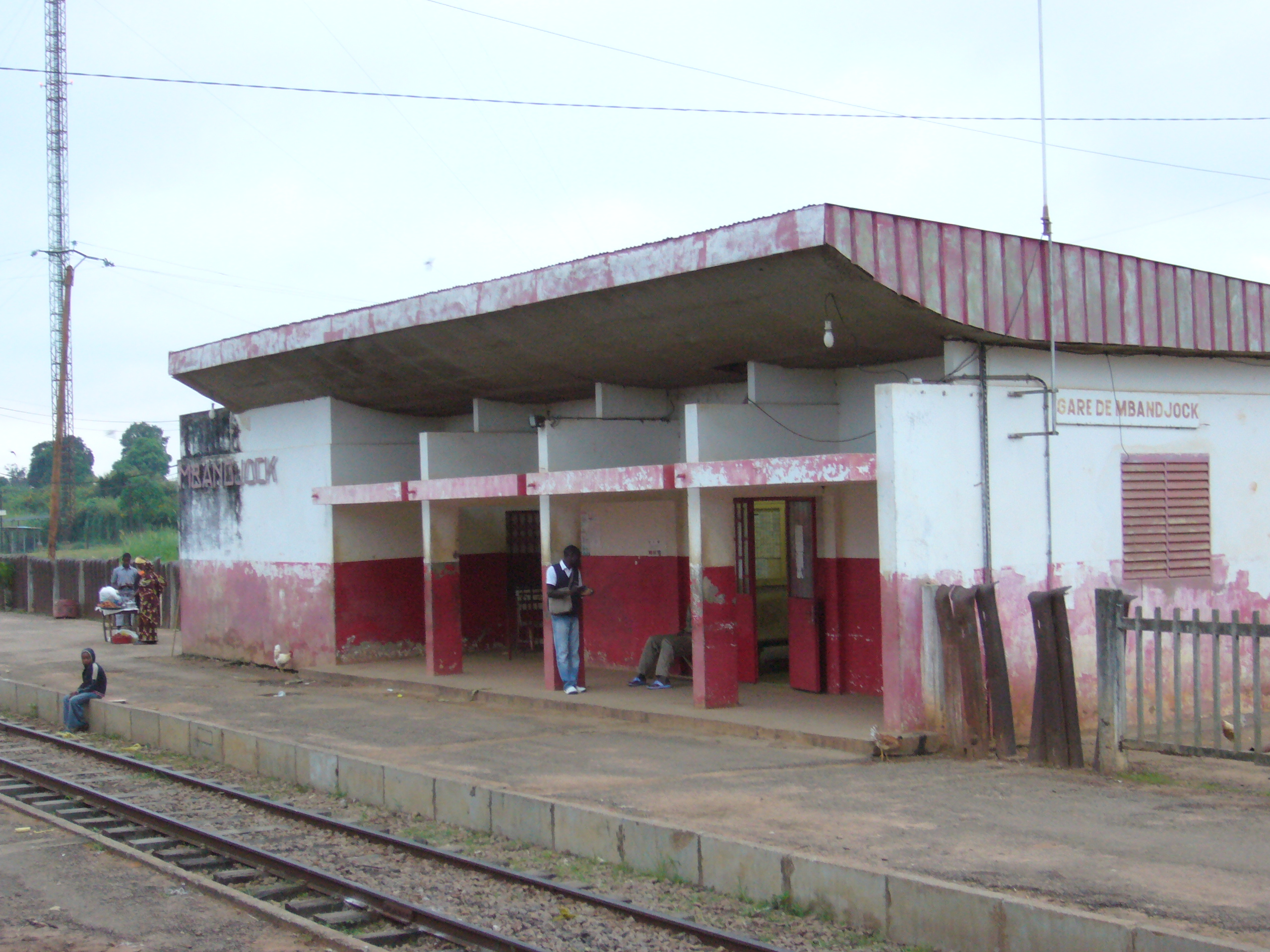
Gare de Mbandjok.

La liste des gares du Cameroun est une liste des gares ferroviaires situées au Cameroun.

## Liste des gares en service
- Gare de Bassa,
- Gare de Batchenga,
- Gare de Bawa,
- Gare de Belabo,
- Gare de Bessengué,
- Gare de Binguéla,
- Gare de Dibamba,
- Gare de Edéa,
- Gare d'Eséka,
- Gare de Goyoum,
- Gare de Hikoa-Malep,
- Gare de Loungahé,
- Gare de Mbargué,
- Gare de Makak,
- Gare de Makondo,
- Gare de Makor,
- Gare de Mbandjok,
- Gare de Mbitom,
- Gare de Mengue Bibey
- Gare de Menloh-Maloumé,
- Gare de Messondo,
- Gare de Mvolyé,
- Gare de Nanga Eboko,
- Gare centrale de Ngaoundéré
- Gare de Ngaoundal,
- Gare de Ngoumou,
- Gare d'Obala,
- Gare d'Otélé,
- Gare de Ouassa Bamvele,
- Gare de Pangar,
- Gare de Tabéné,
- Gare de Tête d'éléphant,
- Gare de Yaoundé,